# Uszi (Riła)
Uszi (bułg. Ушите) – szczyt w paśmie górskim Riła, w Bułgarii, o wysokości 2560 m n.p.m.